# 墨西哥湾命名争议

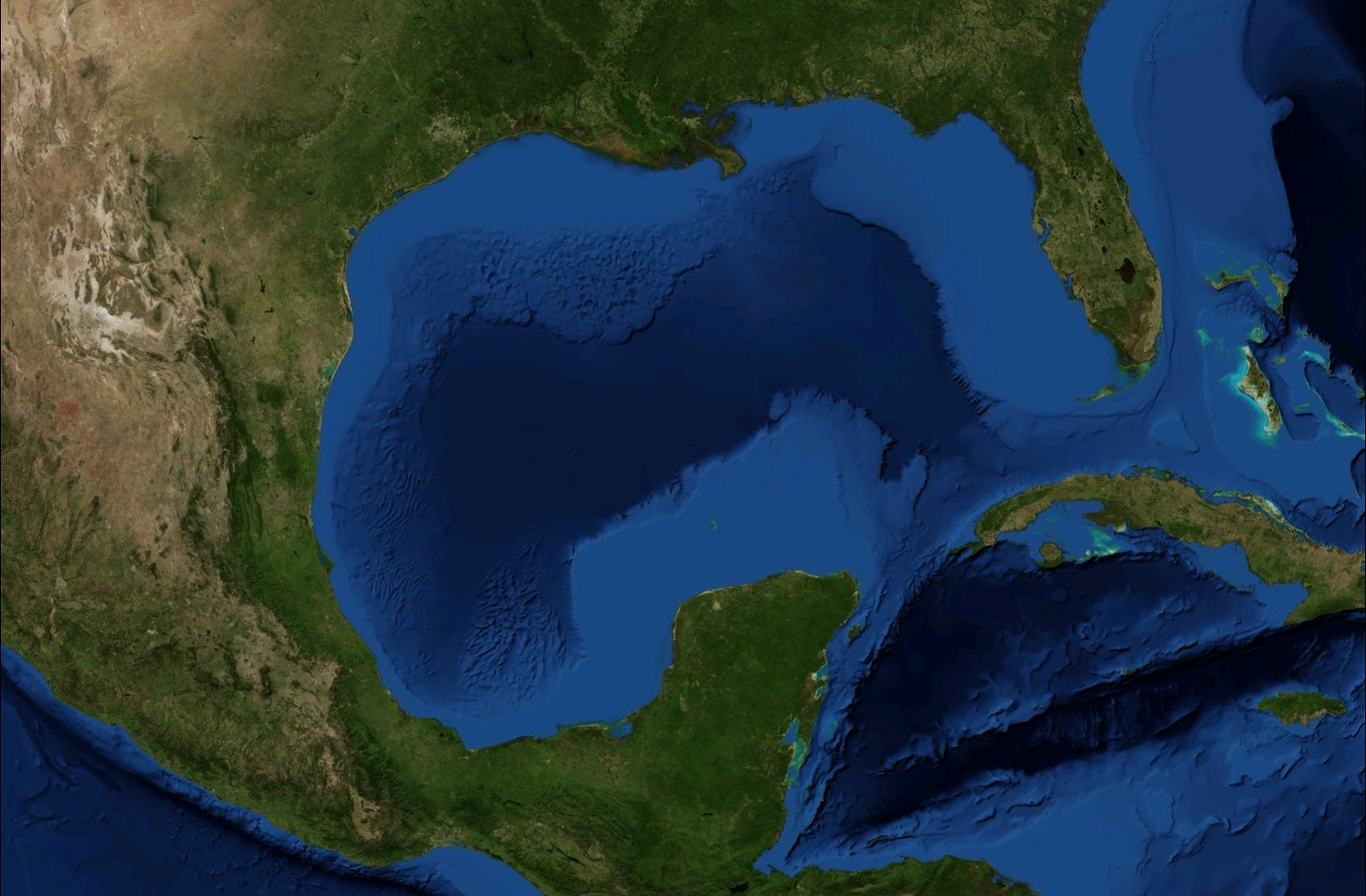
墨西哥湾的卫星视图

2025年，墨西哥湾的名称在美国引发争议。2025年1月20日，美国总统唐纳德·特朗普签署第14172号行政命令，指示美国内政部长将墨西哥湾的名称改为美国联邦政府使用的“美国湾”。该命令不约束私营部门和任何外国。截至2025年2月，民意调查显示，大多数美国人反对这一更名。自1550年代以来，该海湾即被称为墨西哥湾，其名称源于纳瓦特尔语中对阿兹特克人的称呼“墨西加”（Mexica）。

## 背景

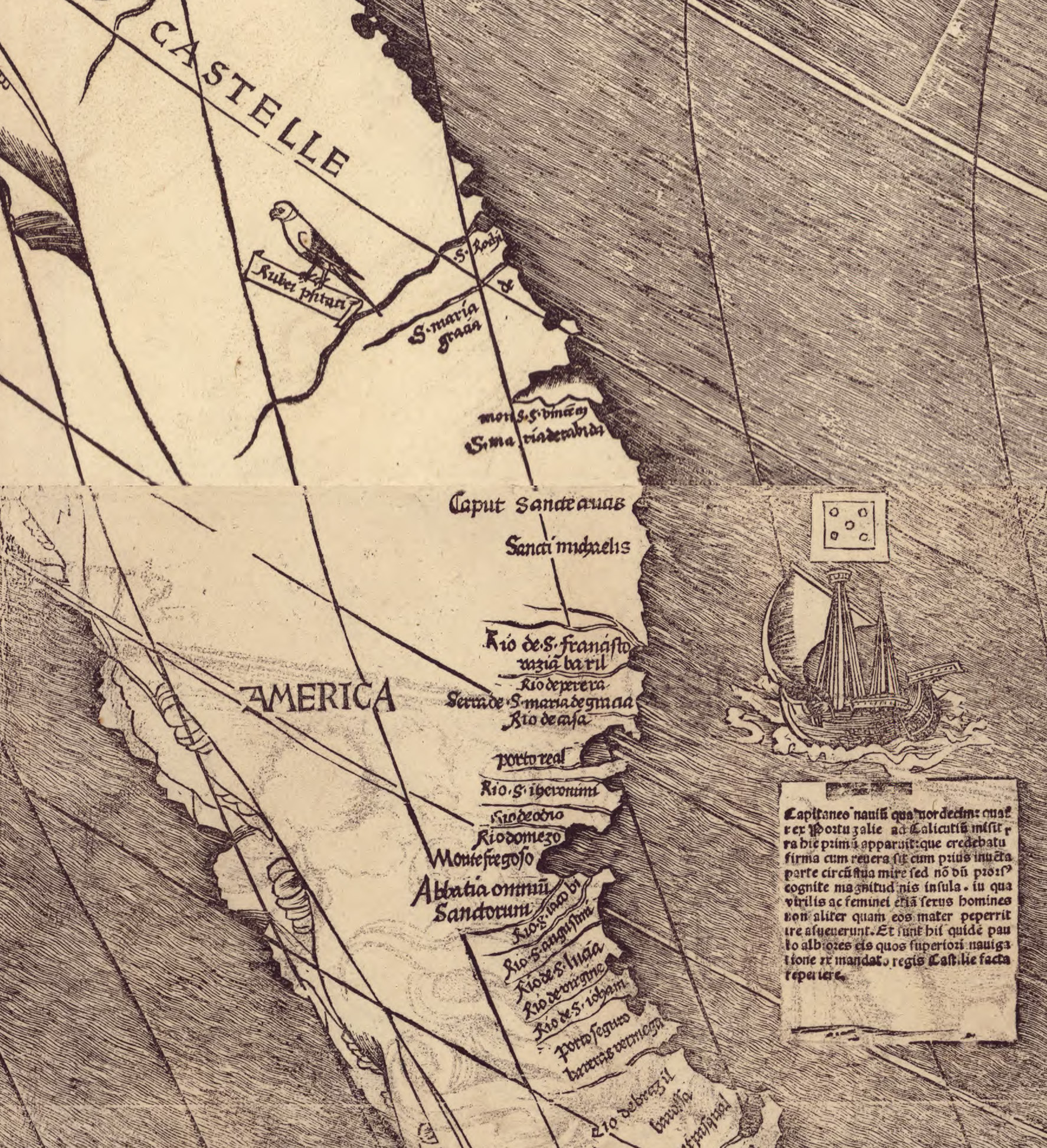
马丁·瓦尔德泽米勒1507年绘制的《万国宇宙志》（Universalis Cosmographia）细节图，图中显示了“America”（美洲）一词，具体指现在的南美洲。后来在1538年，格拉杜斯·墨卡托在他的地图上扩展了“America”一词的使用范围，使其涵盖整个美洲大陆。

1497年至1498年间，亚美利哥·韦斯普奇与其他探险家一起探索墨西哥湾和尤卡坦海峡，被认为是欧洲人首次探索该地的记录。他航行穿过佛罗里达海峡，继续向北航行至切萨皮克湾，然后返回西班牙。然而，关于这次航行是否真的发生一直存在争议。
几个世纪以来，墨西哥湾一直以该名称为人所知。该名称源自“墨西加”（Mexica，纳瓦特尔语中对阿兹特克人的称呼）。1550年，该名称开始出现在早期欧洲地图上，并很快在国际地图学和國際海道測量組織等机构的法定使用中确立。
2006年，美国地质调查局收到一份将墨西哥湾更名为美洲湾的提案，但美国地名委员会一致决定不予批准。而水域的更名起源于美国喜剧演员斯蒂芬·科拜尔2010年的一部幽默作品，他提议设立“美国湾基金”，以支付“深水地平线”漏油事件后必要的清理费用。他表示：“我认为我们不能再把它称为墨西哥湾了。是我们破坏了它，是我们买下了它。”
密西西比州民主党州众议员史蒂夫·霍兰德曾在2012年具讽刺性地提出一项提案，提议更改墨西哥湾的名称。当时在一次电台采访中，他解释说，密西西比州共和党似乎致力于将墨西哥所有东西赶出该州，因此重新命名墨西哥湾将有助于实现这一目标。霍兰德对全国公共广播电台记者说：“这个新的多数派违背了我29年来立法所依据的《新约基督教》的许多信条”，“他们想把移民赶出该州，想对医疗补助计划的受益人进行药物测试，想清除所有不属于‘美国’的东西。所以我认为，提出一项将墨西哥湾更名为美国湾的法案符合这一要求。这显然与目前多数派的想法完全一致。”

## 宣布更名

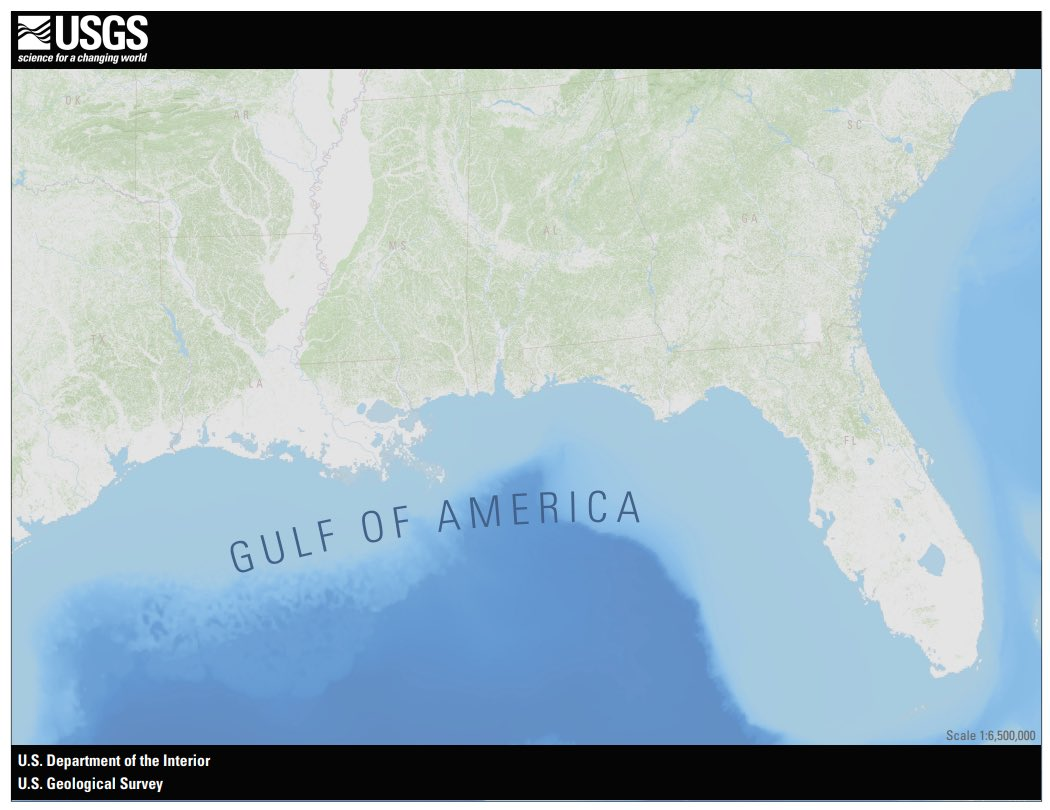
美国地质调查局于2025年2月发布的“美国湾”地图

2025年1月7日，美国当选总统唐纳德·特朗普在其位于海湖庄园的俱乐部向记者表示，他打算重新命名墨西哥湾。他表示：
我们将把墨西哥湾改名为美国湾。美国湾——多么美丽的名字，而且恰如其分。我们之所以要改名，是因为我们在那里开展了大部分工作，而且那里是我们的。
特朗普宣布此消息后，美国众议员玛乔丽·泰勒·格林表示，她将提出一项法案，重新命名这片从墨西哥流经美国南部的水域。该法案于2025年1月9日提交至美国众议院。在1月15日至16日对美国登记选民的民意调查中，72%的人反对重新命名，而28%的人支持。
2025年1月20日，特朗普总统签署第14172号行政命令，指示内政部长采用“美国湾”的名称，指定美国大陆架的区域“延伸至与墨西哥和古巴的海上边界”。美国内政部确认，美国联邦机构将从1月24日起使用“美国湾”的名称。该行政命令并不强制非联邦机构、私营公司或外国实体使用新名称。特朗普宣布2025年2月9日为“美国湾日”。

## 反应

### 美国境内反应
美国政界人士和机构对此反应不一。支持更名的人士认为，此举强化了“美国优先”的议程，并体现了对国家遗产的重新重视。墨西哥湾沿岸各州的几位州官员有时在官方文件中支持这一更改。
马凯特大学2025年2月的一项民意调查发现，在全国1,018名受访者中，71%的人反对更名美国湾，29%的人支持更名。北佛罗里达大学2025年2月对871名佛罗里达州登记选民进行的民意调查发现，58%的受访者反对将墨西哥湾更名为美国湾，31%的人支持，10%的人表示不确定，1%的人拒绝回答。
自2025年2月10日起，Google地图和Google地球会根据设备位置设置更改墨西哥湾的显示名称。蘋果地圖和Bing地图也更改了墨西哥湾的标注。MapQuest拒绝更改名称，并开玩笑说，他们在21世纪初被美国在线收购后就失去了更新信息的能力。他们还表示，他们遵循地名信息系统的命名惯例。自2025年2月18日起，GNIS将该海湾的名称显示为“美洲湾”。
各机构和媒体对联邦政府的这一举措做出了反应，其中大多数表示将采用墨西哥湾的通用名称。在知名媒体中，Axios和福克斯新闻启用新名称，而《今日美国》则同时使用这两个名称。2月11日，白宫选择不邀请美联社记者参加在椭圆形办公室举行的活动，原因是美联社决定继续使用“墨西哥湾”。美联社执行主编朱莉·佩斯谴责此举侵犯了其美国宪法第一修正案赋予的权利。
白宫新闻秘书卡罗琳·莱维特为白宫的决定辩护，她表示：
如果我们认为这个房间里的媒体在散布谎言，我们将追究这些谎言的责任……事实上，路易斯安那州沿海的水域被称为美国湾，我不知道为什么新闻媒体不愿意这样称呼它，但它就是这样的。
2月14日，白宫副幕僚长泰勒·布多维奇宣布，由于美联社记者继续使用“墨西哥湾”一词，他们被无限期禁止进入椭圆形办公室和空军一号。布多维奇指责美联社“散布错误信息”且“报道不负责任且不诚实”。白宫记者协会回应称，白宫“已公开承认他们限制采访活动，以惩罚未使用政府偏好语言的新闻机构”，并辩称此举违反了特朗普总统“关于言论自由和终止联邦审查制度的行政命令”。2月18日，特朗普表示，美联社将继续被禁止进入“直到他们同意这是美国湾”。4月8日，一名联邦法官发布了一项初步禁令，该禁令将于4月13日生效，要求白宫恢复美联社的新闻访问权。

### 国际反应
墨西哥总统克劳迪娅·辛鲍姆讽刺地反驳特朗普总统，提议重新命名北美洲：
显然，墨西哥湾是联合国承认的……但我们为什么不把（北美）叫做“墨西哥美洲”呢？我们就叫它墨西哥美洲……听起来很美，不是吗？不是吗？
在Google地图修改了墨西哥湾的显示名称后，辛鲍姆起诉Google，重申美国主权仅限于距离海岸12海里的范围。
基于英语世界的普遍用法，英国拒绝承认墨西哥湾的任何不同名称。中华人民共和国外交部发言人郭嘉昆于2月12日举行的记者会上就美国官方使用“美国湾”一事时表示，“在国际关系中反对霸权霸道霸凌是中方一贯立场”。